# 米哈伊尔·米亚斯尼科维奇
米哈伊尔·弗拉基米罗维奇·米亚斯尼科维奇（發音：[mʲixaˈil ulad͡zʲiˈmʲiravʲit͡ʂ mʲasnʲiˈkɔvʲit͡ʂ]；1956年5月6日—），前白俄罗斯总理，2010年总统大选之后由总统亚历山大·卢卡申科任命，直至2014年不再擔任。

## 个人生活
米亚斯尼科维奇出生于苏联明斯克州涅斯维日市，他拥有经济学博士学位。他也会讲英语，有一个儿子，一个女儿和两个孙子。